# Saint-Bonnet-de-Mure
Saint-Bonnet-de-Mure là một xã thuộc tỉnh Rhône trong vùng Auvergne-Rhône-Alpes phía đông nước Pháp. Xã này nằm ở khu vực có độ cao từ 220-287 mét trên mực nước biển. Dân số năm 2006 là 6094 người.